# Leitoscoloplos geminus
Leitoscoloplos geminus är en ringmaskart som beskrevs av Mackie 1987. Leitoscoloplos geminus ingår i släktet Leitoscoloplos och familjen Orbiniidae. Utöver nominatformen finns också underarten L. g. provincialis.